# Belpre (Kansas)
Belpre és una població dels Estats Units a l'estat de Kansas. Segons el cens del 2000 tenia 104 habitants.

## Demografia
Segons el cens del 2000, Belpre tenia 104 habitants, 45 habitatges, i 28 famílies. La densitat de població era de 97,9 habitants per km².
Dels 45 habitatges en un 24,4% hi vivien nens de menys de 18 anys, en un 48,9% hi vivien parelles casades, en un 11,1% dones solteres, i en un 35,6% no eren unitats familiars. En el 35,6% dels habitatges hi vivien persones soles el 17,8% de les quals corresponia a persones de 65 anys o més que vivien soles. El nombre mitjà de persones vivint en cada habitatge era de 2,31 i el nombre mitjà de persones que vivien en cada família era de 3.
Per edats la població es repartia de la següent manera: un 26,9% tenia menys de 18 anys, un 7,7% entre 18 i 24, un 25% entre 25 i 44, un 22,1% de 45 a 60 i un 18,3% 65 anys o més.
L'edat mediana era de 38 anys. Per cada 100 dones de 18 o més anys hi havia 76,7 homes.
La renda mediana per habitatge era de 23.750 $ i la renda mediana per família de 31.563 $. Els homes tenien una renda mediana de 25.000 $ mentre que les dones 16.875 $. La renda per capita de la població era de 14.665 $. Entorn del 8,7% de les famílies i el 8% de la població estaven per davall del llindar de pobresa.

## Poblacions més properes
El següent diagrama mostra les poblacions més properes.